# Макушино
Макушино — город, административный центр Макушинского района (муниципального округа) Курганской области.
В рамках административно-территориального устройства является городом районного подчинения. В рамках муниципального устройства до июля 2020 года образовывал городское поселение город Макушино.
Население — 6701 чел. (2024) Самый малочисленный по количеству населения город Курганской области.

## История
Первые упоминания о Макушино относятся к 1812 году — в ревизской сказке указано, что деревня на берегу Макушинского озера основана крестьянами, переведенными Указом Тобольской казенной палаты в 1797 году из Ялуторовского округа. На момент переписи в деревне было 193 души мужского пола. Первоначально деревня Макушина входила в состав Обутковской волости Курганского уезда.
В 1895 году появилась железная дорога и станция Макушино, в это время в деревне насчитывалось 102 двора, проживало 1093 человека. Грамотных — 28 человек, или 2,5 процента.
С 1897 года в Макушино действовала одноклассная школа Министерства Внутренних Дел, с 1898 года — церковно-приходская школа при железнодорожной станции.
В начале 20 века это уже одно из крупнейших сёл Курганского уезда. К тому моменту здесь были 25 ветряных мельниц, 2 завода, 6 кузниц, сельский банк, несколько маслодельных заводов.
17 апреля 1944 года Макушино стало рабочим посёлком, 23 февраля 1963 года — городом.

## Население
| 1939  | 1959    | 1967    | 1970    | 1979    | 1989    | 1992    | 1996  | 1998  |
| ----- | ------- | ------- | ------- | ------- | ------- | ------- | ----- | ----- |
| 8716  | ↗13 731 | ↗15 000 | ↘12 852 | ↗13 174 | ↘10 535 | ↘10 100 | ↘9900 | →9900 |
| 2000  | 2001    | 2002    | 2003    | 2005    | 2006    | 2007    | 2008  | 2009  |
| ↘9600 | ↘9500   | ↗9942   | ↘9900   | →9900   | →9900   | →9900   | ↘9800 | ↘9576 |
| 2010  | 2011    | 2012    | 2013    | 2014    | 2015    | 2016    | 2017  | 2018  |
| ↘8338 | ↘8335   | ↘8229   | ↘8161   | ↘7984   | ↘7896   | ↘7887   | ↘7810 | ↗7811 |
| 2019  | 2020    | 2021    |         |         |         |         |       |       |
| ↘7779 | ↘7749   | ↘6827   |         |         |         |         |       |       |

На 1 января 2025 года по численности населения город находился на 1026-м месте из 1124 городов Российской Федерации.

## Климат
Климат умеренный континентальный, засушливый.
- Среднегодовая относительная влажность воздуха — 73 %. Среднемесячная влажность — от 57 % в мае до 81 % в ноябре и декабре.
- Среднегодовая скорость ветра — 4,0 м/с. Среднемесячная скорость — от 3,3 м/с в июле и августе до 4,4 м/с в апреле и мае[31].

| Показатель              | Янв.  | Фев.  | Март  | Апр.  | Май   | Июнь | Июль | Авг. | Сен. | Окт.  | Нояб. | Дек.  | Год   |
| ----------------------- | ----- | ----- | ----- | ----- | ----- | ---- | ---- | ---- | ---- | ----- | ----- | ----- | ----- |
| Абсолютный максимум, °C | 3,3   | 4,6   | 14,6  | 30,2  | 36,4  | 38,7 | 38,9 | 36,7 | 33,7 | 24,5  | 13,9  | 5,1   | 38,9  |
| Средняя температура, °C | −15,6 | −14,6 | −7,3  | 3,8   | 12,4  | 18,2 | 19,6 | 17,2 | 10,8 | 3,8   | −6,9  | −13,2 | 2,4   |
| Абсолютный минимум, °C  | −44,8 | −45,1 | −36,6 | −25,5 | −11,3 | −1,7 | 2,1  | −6   | −6,2 | −23,9 | −36,9 | −44,3 | −45,1 |
| Норма осадков, мм       | 17    | 12    | 14    | 22    | 31    | 45   | 60   | 50   | 39   | 29    | 25    | 23    | 367   |
| Источник: .             |       |       |       |       |       |      |      |      |      |       |       |       |       |

## Экономика

### Промышленность
- ООО «Макушинский элеватор»[34]
- ОАО Агромашиностроительный завод «Макушинский» (ликвидирован 04.08.2010[35]). Продукцией завода были[36]: поилка передвижная ВУК-3, пилорама Р-63-5Б, водогрейные котлы КВ-200 и КВ-300, деревообрабатывающий станок УПБ-160-300 «Терем» и др.

### СМИ
- В Макушино вещает 6 телеканалов.[источник не указан 76 дней]
- Тиражом около 3000 экз. выходит периодическое издание — газета «Призыв»[37] (ранее[38] — «Путь к Коммунизму», «По Сталинскому Пути», «Комбайн»).